# Luis Antonio Valdez
Luis Antonio Valdez (* 1. Juli 1965 in Aguascalientes, Aguascalientes), auch bekannt unter dem Spitznamen El Cadáver, ist ein ehemaliger mexikanischer Fußballspieler, der vorwiegend im Mittelfeld agierte.

## Leben

### Verein
„El Cadáver“ Valdez begann seine Profikarriere in der Saison 1985/86 beim Zweitligisten CD Tapatío, einem Farmteam des CD Guadalajara, in dessen Erstligamannschaft er bereits in der folgenden Saison 1986/87 aufgenommen wurde, wodurch er auf Anhieb zum Kader der Meistermannschaft gehörte.
Nach fünf Jahren bei Guadalajara wechselte er 1991 zum CF Monterrey, mit dem er in seiner ersten Saison 1991/92 die Copa México gewann. Seine letzte Profistation war der Club León, bei dem er zwischen 1993 und 1995 unter Vertrag stand.

### Nationalmannschaft
Sein Debüt im Dress der mexikanischen Nationalmannschaft feierte Valdez am 10. August 1989 beim 4:2-Sieg gegen Südkorea.
Seine beiden Länderspieltore erzielte Valdez am 12. März 1991 gegen die USA (2:2) und am 8. März 1992 gegen die Sowjetunion (4:0).
Höhepunkt seiner Nationalmannschaftskarriere war die Teilnahme an der Fußball-Weltmeisterschaft 1994, bei der er die erste Halbzeit des Eröffnungsspiels der Mexikaner gegen Norwegen (0:1) bestritt. Das am 19. Juni 1994 ausgetragene Vorrundenspiel war zugleich sein letzter Einsatz für „El Tri“.